# Štitkovo
Štitkovo es un pueblo ubicado en la municipalidad de Nova Varoš, en el distrito de Zlatibor, Serbia.

## Superficie
Posee una superficie de 15,61 kilómetros cuadrados.

## Demografía
Hasta 2011 la población era de 103 habitantes, con una densidad de población de 6,598 habitantes por kilómetro cuadrado.